# Amphoe Nong Sung
Amphoe Nong Sung (Thai อำเภอหนองสูง) ist ein Landkreis (Amphoe – Verwaltungs-Distrikt) im Westen der  Provinz Mukdahan. Die Provinz Mukdahan liegt im westlichen Teil der Nordost-Region von Thailand, dem so genannten Isan.

## Geographie
Benachbarte Landkreise sind (von Norden im Uhrzeigersinn): Khamcha-i, Mueang Mukdahan und Nikhom Kham Soi der Provinz Mukdahan, Loeng Nok Tha in der Provinz Yasothon, Nong Phok in der Provinz Roi Et, sowie Kuchinarai der Provinz Kalasin.

## Geschichte
Nong Sung wurde am 1. März 1985 zunächst als „Zweigkreis“ (King Amphoe) eingerichtet, indem fünf Tambon vom Amphoe Khamcha-i abgetrennt wurden. 
Am 3. November 1993 wurde Nong Sung zum Amphoe heraufgestuft.

## Verwaltung

### Provinzverwaltung
Der Landkreis Nong Sung ist in 6 Tambon („Unterbezirke“ oder „Gemeinden“) eingeteilt, die sich weiter in 44 Muban („Dörfer“) unterteilen.
| Nr. | Name           | Thai       | Muban | Einw. |
| --- | -------------- | ---------- | ----- | ----- |
| 01. | Nong Sung      | หนองสูง     | 05    | 1.794 |
| 02. | Non Yang       | โนนยาง     | 10    | 5.991 |
| 03. | Phu Wong       | ภูวง        | 07    | 2.706 |
| 04. | Ban Pao        | บ้านเป้า     | 06    | 3.574 |
| 05. | Nong Sung Tai  | หนองสูงใต้   | 08    | 3.947 |
| 06. | Nong Sung Nuea | หนองสูงเหนือ | 08    | 2.832 |

### Lokalverwaltung
Es gibt drei Kommunen mit „Kleinstadt“-Status (Thesaban Tambon) im Landkreis:
- Phu Wong (Thai: เทศบาลตำบลภูวง) besteht aus dem gesamten Tambon Phu Wong,
- Ban Pao (Thai: เทศบาลตำบลบ้านเป้า) besteht aus dem gesamten Tambon Ban Pao,
- Nong Sung Nuea (Thai: เทศบาลตำบลหนองสูงเหนือ) besteht aus den gesamten Tambon Nong Sung und Nong Sung Nuea.

Außerdem gibt es zwei „Tambon-Verwaltungsorganisationen“ (องค์การบริหารส่วนตำบล – Tambon Administrative Organizations, TAO):
- Non Yang (Thai: องค์การบริหารส่วนตำบลโนนยาง)
- Nong Sung Tai (Thai: องค์การบริหารส่วนตำบลหนองสูงใต้)